# Trichoscypha olodiana
Trichoscypha olodiana är en sumakväxtart som beskrevs av Franciscus Jozef Breteler. Trichoscypha olodiana ingår i släktet Trichoscypha och familjen sumakväxter. Inga underarter finns listade i Catalogue of Life.